# HMS Goodall (K479)
«Гудолл» (англ. HMS Goodall (K479) — військовий корабель, фрегат типу «Кептен» підтипу «Евартс» Королівського військово-морського флоту Великої Британії за часів Другої світової війни.

## Історія створення
Фрегат «Гудолл» був закладений 20 травня 1943 року на верфі американської компанії Boston Navy Yard у Бостоні, як ескортний міноносець типу «Евартс» USS Reybold (DE-275). 8 липня 1943 року він був спущений на воду, а 4 жовтня 1943 року переданий до Королівських ВМС Великої Британії, де увійшов до бойового складу флоту.

## Історія служби
Прийнятий на службу до Королівського флоту під назвою «Гудолл» одночасно з переведенням корабель виконував обов'язки з супроводження транспортних конвоїв.
29 квітня 1945 року «Гудолл» супроводжував конвой RA 66 у Баренцевому морі біля входу в Кольську затоку, коли о 21:00 німецький підводний човен U-968 випустив торпеди G7es, відомі союзникам як «GNAT», по суднам супроводу конвою. «Гудолл» побачив одну з торпед, яка пройшла повз нього. Приблизно о 22:00 німецький підводний човен U-286 влучив у «Гудолл» торпедою GNAT, спричинивши детонацію корабельного льоху з боєприпасами. Вибух розніс передню частину фрегата і вбив капітан-лейтенанта Фултона та 94 інших членів екіпажу. Екіпаж «Гудолла» залишив корабель, і 30 квітня 1945 року британський фрегат «Ангуїлла» добив «Гудолл» вогнем з гармати.